# Chirostoma
Chirostoma is een geslacht van straalvinnige vissen uit de familie van koornaarvissen (Atherinopsidae).

## Soorten
- Chirostoma aculeatum Barbour, 1973
- Chirostoma arge Jordan & Snyder, 1899
- Chirostoma attenuatum Meek, 1902
- Chirostoma bartoni Jordan & Evermann, 1896
- Chirostoma chapalae Jordan & Snyder, 1899
- Chirostoma charari de Buen, 1945
- Chirostoma compressum de Buen, 1940
- Chirostoma consocium Jordan & Hubbs, 1919
- Chirostoma contrerasi Barbour, 2002
- Chirostoma copandaro de Buen, 1945
- Chirostoma estor Jordan, 1880
- Chirostoma grandocule Steindachner, 1894
- Chirostoma humboldtianum  Valenciennes, 1835
- Chirostoma jordani Woolman, 1894
- Chirostoma labarcae Meek, 1902
- Chirostoma lucius Boulenger, 1900
- Chirostoma melanoccus Alvarez, 1963
- Chirostoma patzcuaro Meek, 1902
- Chirostoma promelas Jordan & Snyder, 1899
- Chirostoma reseratum Alvarez, 1963
- Chirostoma riojai Solórzano & López, 1966
- Chirostoma sphyraena Boulenger, 1900
- Chirostoma zirahuen Meek, 1902